# Nova Corps
Nova Corps is een fictieve gevechtseenheid uit de strips van Marvel Comics. Ze verschenen voor het eerst in Fantastic Four nr. 205 (april 1979) en werden bedacht door Marv Wolfman. Nova Corps is een fictieve intergalactische militaire politiemacht die de planeet Xander en de ruimte eromheen beschermt.

## In andere media

### Marvel Cinematic Universe
In 2014 verscheen deze eenheid in het Marvel Cinematic Universe. In de film Guardians of the Galaxy beschermen ze ook de planeet Xander en de ruimte hier omheen. Irani Rael (gespeeld door Glenn Close), die ook wel Nova Prime wordt genoemd, heeft hierbij de leiding van de eenheid. Soldaten (Denerians) van de Nova Corps zijn onder andere Garthan Saal (gespeeld door Peter Serafinowicz) en Rhomann Day (gespeeld door John C. Reilly). In de film pakken ze Star-Lord, Gamora, Rocket Raccoon en Groot op vanwege het verstoren van de openbare orde en daarna brengt het Nova Corps hen naar een gevangenis in de ruimte. Hier zit Drax the Destroyer, het laatste lid van de toekomstige Guardians of the Galaxy. Later komen de Guardians of the Galaxy in gevecht met de Kree-krijger Ronan the Accuser en zijn hulpje Nebula die boven de stad vliegen, waarbij het gehele Nova Corps in hun vliegende voertuigen uit de lucht wordt geschoten. Nadat de Guardians of the Galaxy Ronan hebben verslagen, wordt de paarse oneindigheidssteen (Infinity Stone) in hun kluis gestopt, waarna ze het schip van Star-Lord herstellen. In Avengers: Infinity War wordt verteld dat de kluis van Xander is leeggeroofd, waarbij Thanos de paarse oneindigheidssteen heeft meegenomen. De Nova Corps komt onder andere voor in de volgende film en televisieseries:
- Guardians of the Galaxy (2014)
- I Am Groot (2023) (Disney+)
- What If...? (2023) (Disney+)